# أسفورين العليا (قلعة أصغر)
أسفورين العليا (بالفارسية: اسفورین علیا) هي قرية تقع في إيران في ناحية لاله زار. يقدر عدد سكانها بـ 129 نسمة بحسب إحصاء 2016.